# Elena Just
Elena Just   (València, 1873 - segle XX) fou una política i lliurepensadora valenciana.

## Biografia
Va nàixer durant la Primera República en una família era d'ideologia republicana i lliurepensadora. A la fi del segle xix va fundar un grup dins de la maçoneria femenina Las Hijas de la Unión núm. 5 que es dedicava a obres benèfiques en les presons i hospitals, va posar en peu una associació d'infermeres i, així mateix, va ser col·laboradora habitual de la publicació lliurepensadora Las Dominicales del Libre Pensamiento de Madrid i de la publicació La Antorcha Valentina de València que mantenia, a més, un cert compromís amb l'emancipació de les dones.
El 1902 va ser una de les figures més rellevants en la vaga de filadores que va viure la ciutat de València. A l'octubre d'aquest any, les operàries de la fàbrica de sederia dels senyors Alpera van demandar els amos de la fàbrica mitja hora per a esmorzar. Després de la negativa dels patrons, més de 150 operàries van eixir al carrer dirigint-se a altres tallers i fàbriques, fins a assolir que més de 400 dones s'uniren a la manifestació. Una vegada iniciada la vaga, una comissió de filadores, Elena Just i Carmen Soler, secretària i presidenta de la Sociedad Bien de Obreras, que elles mateixes havien fundat el 1900, van mantenir i van estendre la vaga fins que les obreres van aconseguir moltes de les seues reivindicacions.
Darrere d'aquests fets, Elena Just, va esdevenir una figura coneguda i respectada en els cercles obrers i entre els sectors afins al republicanisme blasquista. En l'any 1904 signava amb el seu nom un article en què animava les dones i "les mares" perquè organitzaren una manifestació específicament femenina. La manifestació va ser un gran èxit donada la seua creixent capacitat de convocatòria entre les republicanes valencianes. A partir de llavors, les seues aparicions públiques van estar també relacionades amb la seua presència com a oradora en diversos mítings al costat d'importants polítics republicans. Mítings en els quals Elena Just fomentava l'anticlericalisme femení i, alhora, reclamava que es concedira a les dones el lloc que els corresponia en la societat.
Ja en la seua vellesa era una persona de referència en la ciutat i a la seua casa acudien homes i dones a la recerca d'ajuda material, però també a la recerca de consell polític.
L'agost de 1931 es creaven dins del Partit d'Unió Republicana Autonomista, les Agrupacions Femenines Republicanes en les quals van militar una notable quantitat de dones.
Elena Just, d'avançada edat, va ser nomenada presidenta d'honor de la Federació d'aquestes agrupacions pel caràcter simbòlic i emblemàtic de la seua persona i se li va tributar un homenatge públic per la seua labor a favor de la República i en pro de l'emancipació femenina.